# Арича (Рим)
Арича (итал. Ariccia) је насеље у Италији у округу Рим, региону Лацио.
Према процени из 2011. у насељу је живело 17487 становника. Насеље се налази на надморској висини од 298 м.

## Становништво
| 1936. | 1951. | 1961. | 1971.  | 1981.  | 1991.  | 2001.  | 2011.  |
| ----- | ----- | ----- | ------ | ------ | ------ | ------ | ------ |
| 5.596 | 7.122 | 7.942 | 10.787 | 14.565 | 16.953 | 17.865 | 18.311 |

## Партнерски градови
- Лихтенфелс
- Курнон д'Оверњ
- Prestwick